# Герхард I фон Хорн
Герхард I фон Хорн (на нидерландски: Gerhard I van Horne; на немски: Gerhard I von Horn; * ок. 1270; † 3 май 1330) е рицар от род Хорн/Хорне в Лимбург, Нидерландия, е от 1301до 1330 господар на Первес (във Валония, Белгия), Алтена, Веерт, Херлар и Васенберг.

## Живот
Той е син на Вилхелм II фон Хорн († 1300/сл. 1301) и Агнес фон Лоон-Чини (1240 – 1292), дъщеря на граф Арнолд III фон Лоон-Чини († 1272/1273) и Жана де Чини (1212 – 1271). Внук е на Вилем I фон Хорн († 1264/1265) и Хайлвиг фон Холтен († сл. 1256). Брат е на Вилхелм III фон Хорн († 1301).
Герхард I става рицар през 1300 г. и след смъртта на по-големия му брат Вилхелм III през 1301 г. господар на Хорн и Веерт, също на Алтена и Кортесем. През 1311 г. става също господар на Первез и 1315 г. господар на Херлар. Той получава през 1316 г. като зестра господството Краненбург.
Герхард I фон Хорн е погребан през 1330 г. в катедралата на кармелитите в Брюксел, където е погребана и първата му съпруга Йохана.

## Фамилия
Първи брак: пр. 11 септември 1302 г. с роднината си (4. град) Жана/Йохана де Лувен († ок. 1308/септември 1315), дъщеря на граф Хайнрих фон Лувен-Гаезбек († 1285) и Изабела ван Беверен († 1308). Те имат децата:
- Ото, френски адмирал
- Беатрис
- Изабела († 1333), омъжена на 20 март 1312 г. за Йохан ван Борхграве († сл. 1321)
- Вилхелм IV фон Хорн (* ок. 1294, Хорн; † между 8 май и 22 юли 1343), господар на Хорн/Хорне, Алтена, Гаесбек и Верт и дипломат, женен I. 1315 г./пр. 29 февруари 1316 г. за Ода ван Путен (* ок. 1295; † сл. 27 юли 1327/1330/1332), II. 1336 г. за Елизабет фон Клеве († 1347)

Втори брак: на 19 февруари 1316 г. с Ирмгард фон Клеве († 1352), дъщеря на граф Дитрих VI/VIII фон Клеве († 1305) и втората му съпруга Маргарета фон Ной-Кибург фон Хабсбург († вер. 1333), роднина на кралете Рудолф I и Албрехт Хабсбургски. Те имат децата:
- Дитрих ван Хорн († 1378), господар на Первайс, Краненбург
- Йохан
- Вилхелм († 1349)
- Ото († сл. 1351)
- Еберхард
- Готхард
- Маргарета ван Хорн († ок. 7 септември 1350), омъжена за Хендрик/Хайнрих III ван дер Леке († сл. 1342)